# Phương sai (kế toán)
Trong lập ngân sách (hoặc kế toán quản trị nói chung), phương sai là sự khác biệt giữa ngân sách, kế hoạch hoặc chi phí tiêu chuẩn và số tiền thực tế phát sinh / bán. Phương sai có thể được tính toán cho cả chi phí và doanh thu.
Khái niệm phương sai thực chất được kết nối với các kết quả và ảnh hưởng thực tế có kế hoạch và thực tế của sự khác biệt giữa hai yếu tố này đối với hiệu suất của thực thể hoặc công ty.

## Các loại phương sai
Phương sai có thể được chia theo tác dụng hoặc tính chất của số tiền cơ bản.
Khi ảnh hưởng của phương sai được đề cập, có hai loại phương sai:
- Khi kết quả thực tế tốt hơn kết quả mong đợi, phương sai được đưa ra được mô tả là phương sai thuận lợi. Trong sử dụng chung, phương sai thuận lợi được biểu thị bằng chữ F - thường là trong ngoặc đơn (F).
- Khi kết quả thực tế tồi tệ hơn kết quả mong đợi, phương sai được đưa ra được mô tả là phương sai bất lợi hoặc phương sai không thuận lợi. Trong sử dụng phổ biến phương sai bất lợi được biểu thị bằng chữ U hoặc chữ A - thường là trong ngoặc đơn (A).

Loại hình thứ hai (theo bản chất của số tiền cơ bản) được xác định bởi nhu cầu của người dùng về thông tin phương sai và có thể bao gồm:
- Phương sai chi phí biến đổi 
  - Phương sai vật liệu trực tiếp
  - Phương sai lao động trực tiếp
  - Phương sai sản xuất trên không
- Đã sửa lỗi chênh lệch chi phí sản xuất
- Phương sai bán hàng

## Phân tích phương sai
Phân tích phương sai, lần đầu tiên được sử dụng ở Ai Cập cổ đại, trong ngân sách hoặc [kế toán quản trị] nói chung, là một công cụ kiểm soát ngân sách bằng cách đánh giá hiệu suất bằng phương sai giữa số tiền ngân sách, số tiền dự kiến hoặc số tiền tiêu chuẩn và số tiền thực tế phát sinh. Phân tích phương sai có thể được thực hiện cho cả chi phí và doanh thu.
Phân tích phương sai thường liên quan đến việc giải thích sự khác biệt (hoặc phương sai) giữa chi phí thực tế và chi phí tiêu chuẩn được phép cho đầu ra tốt. Ví dụ, sự khác biệt về chi phí vật liệu có thể được chia thành phương sai giá vật liệu và phương sai sử dụng vật liệu. Sự khác biệt giữa chi phí lao động trực tiếp thực tế và chi phí lao động trực tiếp tiêu chuẩn có thể được chia thành phương sai tỷ lệ và phương sai hiệu quả. Sự khác biệt trong chi phí sản xuất có thể được chia thành chi phí, hiệu quả và phương sai khối lượng. Phương sai hỗn hợp và năng suất cũng có thể được tính toán.
Phân tích phương sai giúp quản lý hiểu được chi phí hiện tại và sau đó kiểm soát chi phí trong tương lai. Tính toán phương sai phải luôn luôn được tính bằng cách lấy số tiền dự kiến hoặc ngân sách và trừ đi giá trị thực tế / dự báo. Do đó, một số dương là thuận lợi và một số âm là không thuận lợi.